# БГС (зажигательная жидкость)
Зажигательная жидкость БГС (расшифровывается по компонентам — бензольная головка, сольвент) — тип зажигательной жидкости, предложенный в 1942 году военным инженером К. М. Салдадзе. Применялся в огнемётах, зажигательных ампулах и «коктейлях Молотова» Советского Союза с 1942 по 1945 года. Отличалась от аналогичной жидкости «КС» температурой горения, и более низкой ценой изготовления.

## История разработки
Опыт гражданской войны в Испании, и особенно — Зимней Войны показал важность зажигательных жидкостей как средства противотанковой обороны и разрушения построек противника.. В 1940 году на вооружение Красной Армии была принята зажигательная жидкость «КС», отличавшаяся эффективностью, но и довольно высокой ценой изготовления.
В 1942 году К. М. Салдадзе, военный инженер, предложил более дешёвую жидкость БГС, состоявшую из бензольной головки и сольвента с добавлением порошка-загустителя ОП-2. Данный состав немедленно был пущен в производство, однако полностью «КС» не вытеснил, оставаясь универсальным для огнемётов и бутылок с зажигательными смесями.

## Боевое применение
В боевом отношении «БГС» в целом не уступала «КС». Горела жидкость с температурой до 800 градусов, выделяя едкий чёрный дым. Однако в ранцевых огнемётах жидкость успешно могла применяться только при добавлении бензина. В зависимости от времени года смесь имела различное количество порошка ОП-2 (от 3 до 9 кг на 100 литров состава). С повышением температуры воздуха количество порошка увеличивалось, с понижением — уменьшалось.